# 1745 az irodalomban
Az 1745. év az irodalomban.

## Új művek

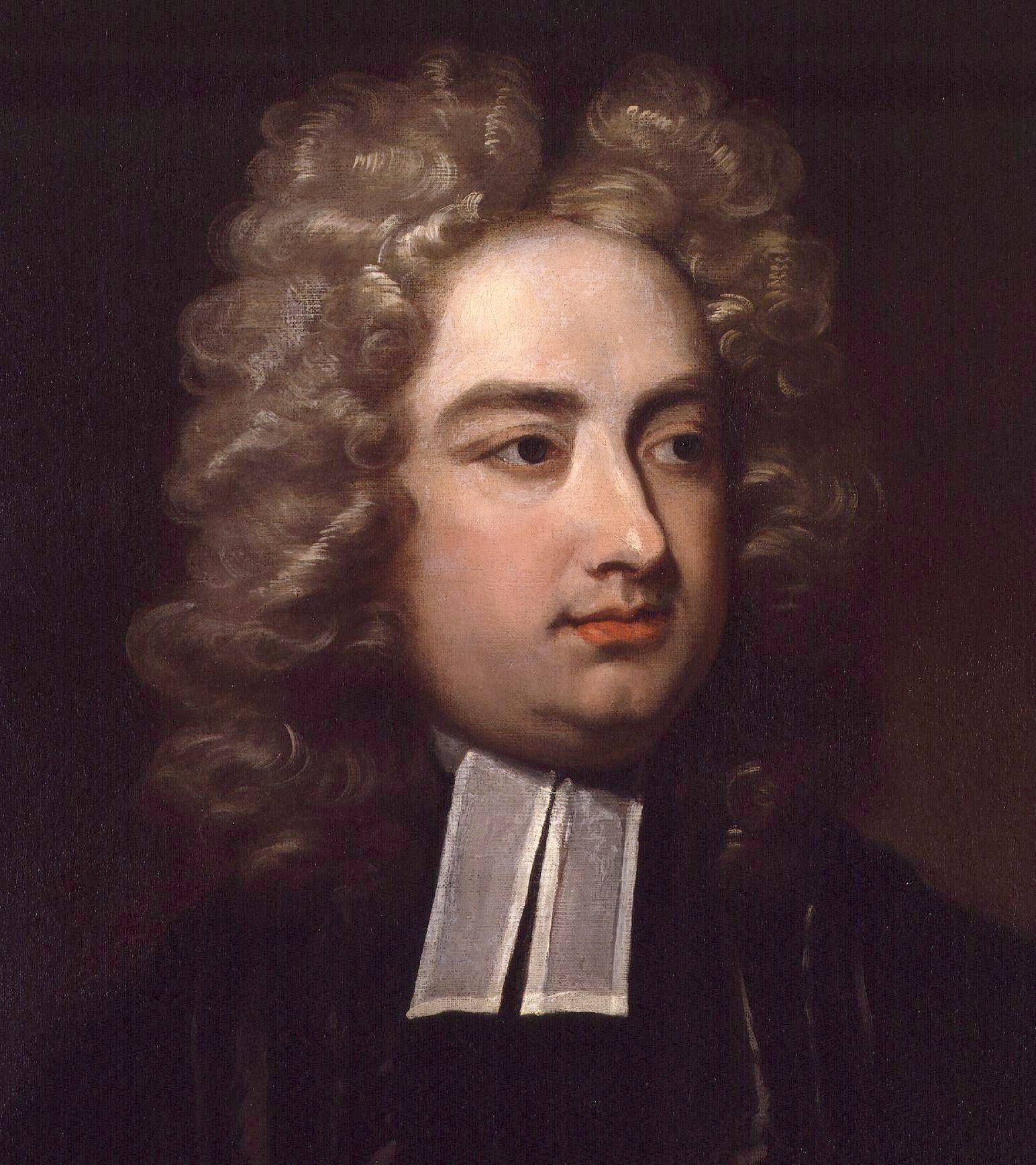
Jonathan Swift

- Elkészül Carlo Goldoni vígjátéka, a  Két úr szolgája (Il servitore di due padroni).

## Születések
- április 14. – Gyenyisz Ivanovics Fonvizin orosz író, drámaíró, az orosz társadalmi vígjáték megteremtője († 1792)

## Halálozások
- október 19. – Jonathan Swift ír szatirikus író, a Gulliver utazásai szerzője (* 1667)